# 26471 Tracybecker
26471 Tracybecker este o planetă minoră (asteroid), cu un diametru de 4,987 km, din Mars-crossing asteroid⁠(d). A fost descoperită pe 8 ianuarie 2000 la Experimental Test Site⁠(d) de Lincoln Near-Earth Asteroid Research și a fost numită după Tracy M. Becker⁠(d). 
Obiectul prezintă o orbită caracterizată de o semiaxă mare de 1,9178402 UAi, o excentricitate de 0,15, o înclinație de 19,69283 ° în raport cu ecliptica.